# Enregistrement public au Palais des sports
Albums de Julien Clerc
Julien Clerc avec vous
(1973) Vendredi 13 (album)
(1981)
Enregistrement public au Palais des sports est un album live de Julien Clerc sorti en 1977 en triple album et réédité en double CD.

## Titres

### Version CD
| CD 1 - 14 titres | CD 1 - 14 titres                                       | CD 1 - 14 titres    | CD 1 - 14 titres | CD 1 - 14 titres | CD 1 - 14 titres | CD 1 - 14 titres | CD 1 - 14 titres | CD 1 - 14 titres | CD 1 - 14 titres |
| No               | Titre                                                  | Paroles             | Musique          | Durée            |                  |                  |                  |                  |                  |
| ---------------- | ------------------------------------------------------ | ------------------- | ---------------- | ---------------- | ---------------- | ---------------- | ---------------- | ---------------- | ---------------- |
| 1.               | Black out                                              | Étienne Roda-Gil    | Julien Clerc     | 3 min 00 s       |                  |                  |                  |                  |                  |
| 2.               | Elle est belle (par Geneviève Paris)                   | Geneviève Paris     | Geneviève Paris  | 2 min 50 s       |                  |                  |                  |                  |                  |
| 3.               | Je vous parle du vent sur la mer (par Geneviève Paris) | Geneviève Paris     | Geneviève Paris  | 2 min 30 s       |                  |                  |                  |                  |                  |
| 4.               | Love Me Like A Man (par Geneviève Paris)               | Chris Smither       | Chris Smither    | 4 min 56 s       |                  |                  |                  |                  |                  |
| 5.               | Romina                                                 | Maurice Vallet      | Julien Clerc     | 5 min 35 s       |                  |                  |                  |                  |                  |
| 6.               | Tu dis ça (en duo avec Geneviève Paris)                | Étienne Roda-Gil    | Julien Clerc     | 3 min 32 s       |                  |                  |                  |                  |                  |
| 7.               | Poissons morts                                         | Étienne Roda-Gil    | Julien Clerc     | 3 min 50 s       |                  |                  |                  |                  |                  |
| 8.               | Ballade pour un fou (Loco, loco)                       | Horacio Ferrer      | Astor Piazzolla  | 4 min 10 s       |                  |                  |                  |                  |                  |
| 9.               | Souffrir par toi n'est pas souffrir                    | Étienne Roda-Gil    | Julien Clerc     | 3 min 34 s       |                  |                  |                  |                  |                  |
| 10.              | J'aime ton Corps                                       | Maxime Le Forestier | Julien Clerc     | 4 min 44 s       |                  |                  |                  |                  |                  |
| 11.              | Je suis mal                                            | Jean-Loup Dabadie   | Julien Clerc     | 3 min 25 s       |                  |                  |                  |                  |                  |
| 12.              | Elle voulait qu'on l'appelle Venise                    | Étienne Roda-Gil    | Julien Clerc     | 3 min 15 s       |                  |                  |                  |                  |                  |
| 13.              | Carthage                                               | Étienne Roda-Gil    | Julien Clerc     | 3 min 29 s       |                  |                  |                  |                  |                  |
| 14.              | Le patineur                                            | Étienne Roda-Gil    | Julien Clerc     | 2 min 46 s       |                  |                  |                  |                  |                  |
| 49 min 06 s      |                                                        |                     |                  |                  |                  |                  |                  |                  |                  |

| CD 2 - 12 titres | CD 2 - 12 titres                                 | CD 2 - 12 titres     | CD 2 - 12 titres | CD 2 - 12 titres | CD 2 - 12 titres | CD 2 - 12 titres | CD 2 - 12 titres | CD 2 - 12 titres | CD 2 - 12 titres |
| No               | Titre                                            | Paroles              | Musique          | Durée            |                  |                  |                  |                  |                  |
| ---------------- | ------------------------------------------------ | -------------------- | ---------------- | ---------------- | ---------------- | ---------------- | ---------------- | ---------------- | ---------------- |
| 1.               | Le cœur trop grand pour moi                      | Jean-Loup Dabadie    | Julien Clerc     | 4 min 25 s       |                  |                  |                  |                  |                  |
| 2.               | Niagara                                          | Étienne Roda-Gil     | Julien Clerc     | 2 min 46 s       |                  |                  |                  |                  |                  |
| 3.               | Le cœur volcan                                   | Étienne Roda-Gil     | Julien Clerc     | 2 min 07 s       |                  |                  |                  |                  |                  |
| 4.               | Juste comme un enfant                            | Maurice Vallet       | Julien Clerc     | 3 min 15 s       |                  |                  |                  |                  |                  |
| 5.               | La fille de la véranda                           | Étienne Roda-Gil     | Julien Clerc     | 4 min 30 s       |                  |                  |                  |                  |                  |
| 6.               | C'est une andalouse + Présentation des musiciens | Étienne Roda-Gil     | Julien Clerc     | 5 min 14 s       |                  |                  |                  |                  |                  |
| 7.               | This Melody                                      | Étienne Roda-Gil     | Julien Clerc     | 4 min 15 s       |                  |                  |                  |                  |                  |
| 8.               | La Cavalerie                                     | Étienne Roda-Gil     | Julien Clerc     | 4 min 25 s       |                  |                  |                  |                  |                  |
| 9.               | Yann et les dauphins                             | Étienne Roda-Gil     | Julien Clerc     | 5 min 50 s       |                  |                  |                  |                  |                  |
| 10.              | Ce n'est rien                                    | Étienne Roda-Gil     | Julien Clerc     | 4 min 22 s       |                  |                  |                  |                  |                  |
| 11.              | Partir                                           | Jean-Loup Dabadie    | Julien Clerc     | 5 min 05 s       |                  |                  |                  |                  |                  |
| 12.              | Mon camarade                                     | Jean-Roger Caussimon | Léo Ferré        | 3 min 12 s       |                  |                  |                  |                  |                  |
| 54 min 06 s      |                                                  |                      |                  |                  |                  |                  |                  |                  |                  |

### Version 33 tours
| 1. | Black out                                              |  |
| 2. | Elle est belle (par Geneviève Paris)                   |  |
| 3. | Je vous parle du vent sur la mer (par Geneviève Paris) |  |
| 4. | Love me like a man (par Geneviève Paris)               |  |
| 5. | Romina                                                 |  |
| 6. | Tu dis ça (en duo avec Geneviève Paris)                |  |
| 7. | Poissons morts                                         |  |
| 8. | Ballade pour un fou (Loco, loco)                       |  |
| 9. | Souffrir par toi n'est pas souffrir                    |  |

| 1.  | J'aime ton corps                    |  |
| 2.  | Je suis mal                         |  |
| 3.  | Elle voulait qu'on l'appelle Venise |  |
| 4.  | Carthage                            |  |
| 5.  | Le patineur                         |  |
| 6.  | Le cœur trop grand pour moi         |  |
| 7.  | Niagara                             |  |
| 8.  | Le cœur volcan                      |  |
| 9.  | Juste comme un enfant               |  |
| 10. | La fille de la véranda              |  |

| 1. | C'est une andalouse + Présentation des musiciens |  |
| 2. | This melody                                      |  |
| 3. | La cavalerie                                     |  |
| 4. | Yann et les dauphins                             |  |
| 5. | Ce n’est rien                                    |  |
| 6. | Partir                                           |  |
| 7. | Mon camarade                                     |  |

## Musiciens
- Guitare et Chœurs : Geneviève Paris
- Guitare et Chœurs : Gérard Kawczynski
- Basse et Chœurs : Christian Padovan
- Batterie : André Sitbon
- Claviers : Gérard Bikialo
- Claviers - Synthétiseur : Georges Gasky
- Percussions : Marc Chantereau
- Piano : Julien Clerc

Cordes sous la direction de Patrice Mondont
- Violons : Patrice Mondont - Marc Togonal - Gilberto Cortez - Raymond Strozuk
- Alti : Pierre Llinares - Vincent Gozzoli
- Cellos : Philippe Nadal - Jean-Charles Capon

## Technique
- Enregistrement : Dominique Blanc-Francard assisté de Éric Miggliacco
- Studio mobile : Maison Rouge
- Mixage : Studio Aquarium : D.B.F. - T.Vincent